# Changshou (sockenhuvudort i Kina, Heilongjiang Sheng, lat 45,27, long 127,93)
Changshou (kinesiska: 长寿, 长寿乡) är en sockenhuvudort i Kina. Den ligger i provinsen Heilongjiang, i den nordöstra delen av landet, omkring 110 kilometer sydost om provinshuvudstaden Harbin. Antalet invånare är 28 171. Befolkningen består av 13 691 kvinnor och 14 480 män. Barn under 15 år utgör 12,0 %, vuxna 15-64 år 81 %, och äldre över 65 år 6,0 %.
Runt Changshou är det ganska tätbefolkat, med 65 invånare per kvadratkilometer. Närmaste större samhälle är Shangzhi, 7,0 km sydost om Changshou. Trakten runt Changshou består till största delen av jordbruksmark.
Genomsnittlig årsnederbörd är 853 millimeter. Den regnigaste månaden är juli, med i genomsnitt 197 mm nederbörd, och den torraste är januari, med 7 mm nederbörd.